# Lissolongichneumon carbops
Lissolongichneumon carbops är en stekelart som beskrevs av Heinrich 1968. Lissolongichneumon carbops ingår i släktet Lissolongichneumon och familjen brokparasitsteklar. Inga underarter finns listade i Catalogue of Life.